# Hôtel de La Ronade
Le château de la Ronade est un logis urbain situé dans le bourg de Salers dans le Cantal.
Il s'agit de la demeure de la famille André de La Ronade, qui a donné plusieurs magistrats au bailliage de Salers.

## Description
La maison datée 1356 est construite sur trois niveaux, avec une façade en andésite soigneusement appareillée et une tourelle en escalier très étroite. Elle apparaît dans le film « La cité de l’indicible peur » de Jean-Pierre Mocky. Façade Nord rénovée en juin 2019  voir nouvelle photo...

## Historique
De 1307 à 1474 on retrouve plusieurs Ronat, de Ronat, La Ronat, dits aussi Andrieu, dont l'un sera coadjuteur de l'Evêque de Clermont en 1343 puis Évêque de Nyons, et un autre Andrieu de La Ronade comme Bailli à Bort en 1474. André/Ronade : la fusion de ces deux familles parentes se fera en 1336 par le mariage de Phinoux de La Ronade, héritière du lieu avec un cadet des André (branche Lagane), et l'on pense à Bertrand Andrieu de La Gane qui la même année est au Soulou tout proche. Cet André prendra le nom et les armes de la famille.

## Généalogie
- Jacques André de La Ronade, né à Salers, docteur ès droits, conseiller au Parlement de Paris, a été bailli d'Apchon, d'Aubijoux, Vaulmier, Entraygues, Pérols, Falcimagne et Cheylade. Anobli par le roi Henri II de France en 1582, il décède en 1588 en laissant deux fils, Jacques et Jean, dont les descendants font lieutenant généraux au bailliage de Salers.
- Jean André de la Ronade, seigneur de la Jalenne et de Rochemonteix, marié à Anne de Ribier, auteur de la coutume de la ville.
- Jacques André de la Ronade, fils du précédent, docteur en droit, avocat et conseiller au parlement, bailli d’Apchon, d’Aubijoux, mort à Apchon en 1588, avait épousé Helis de la Porte. Anobli en 1582 pour services rendus lors des guerres de religion. Il lui avait été offert en récompense l’office de lieutenant général criminel au siège présidial de Clermont qu’il avait refusé pour mieux profiter et servir au public sur le lieu de sa naissance. Il laissa 2 fils Jacques et Jean.
- Jacques de la Ronade, fils ainé du précédent, seigneur de la Jalenne marié en 1602 à Louise de Feydin, fille de Jean, écuyer, seigneur de Masseyre et de Jeanne de Combes, il fut tué au combat de Veillans en Italie et laissa deux fils.
  -  Gabriel-André de la Ronade, né en 1604 marié en 1638 à Paule de Durfort, d’où Jacques de la Ronade, seigneur de la Jalenne, qui n’eut qu’une fille Anne de la Ronade.
  -  Etienne de la Ronade marié à Colombine d’Aureilles, d’où 4 fils dont 3 cornettes au même régiment et 1 officier aux Invalides sans descendance (?)
- Jean de la Ronade, frère de Jacques, docteur en droit, épousa Beralde de Durfort, fille de Bernard, seigneur de Fumel et Marie de la Roche, fut lieutenant général du bailliage de Salers, charge qui lui fut accordé en 1620 pour service rendus. Il eut 3 enfants dont:
- Pierre André de la Ronade, lieutenant général du bailliage de Salers en 1656, marié le 1660 à Hélène Gigault, fille de Pierre, conseiller du roi en l’élection de Salers et de feu Marie de la Porte. Ils eurent 6 enfants :
  - 1er Jean-André de la Ronade remplaça son père comme lieutenant général du bailliage de Salers en 1698, marié le 1711 à Louise Elisabeth de Méallet de Fargues.
    - A Louis de la Ronade, baron de Lavaur, conserva la charge de lieutenant général et mourut sans enfants en 1773.
    - A Antoine-Ignace de la Ronade, colonel au régiment d’infanterie de Flandres. Il est mort à Carthagène en 1773 et avait épousé en 1764, Marguerite de Tournier. Sa femme fut guillotinée à Aurillac, le 4 thermidor an II à l’âge de 72 ans, pour avoir aidé ses fils à rejoindre l’armée de Condé.
    - A Louis Jean de la Ronade, né en 1765, émigré lieutenant au régiment de dragons de Fargues en 1795, rentre d’émigration en 1811, marié en Allemagne à Marie Rose Carmen Burkart, il mourut au château de Rieu 1843.
    - B Jean-de-Dieu André de la Ronade, né en 1769. Désigné par le conseil municipal de Salers en 1814 pour témoigner le respect, l'attachement et la fidélité à la famille de Bourbon. Longtemps maire de Salers, il est mort en 1839. Il eut une fille avec sa Gouvernante Jeanne Begon à Salers, appelée Jeanne Ursule Begon (dite Anaïs de La Ronade). Jeanne Ursule est née à Salers en 1821 de "père non cité pour raison de bienséance", mariée avec Guy Barbet, médecin à Salers, d'où 5 enfants (descendance actuelle).

  - 2e Joseph de la Ronade, capitaine au régiment de Montboissier en 1741.
  - 3e Antoine Ignace de la Ronade mort en 1744.
  - 4e Françoise de la Ronade qui fit profession au couvent de Salers.
  - 5e Jeannette de la Ronade.
  - 6e Anne de la Ronade mariée à Gabriel de Chaslus, seigneur de Sansat.

## Visites
Aujourd'hui, la bâtisse est connue sous le nom de « Maison de la Ronade ».
Depuis le décès de  Philippe Garrigue (guide touristique et historien de la ville...) en février 2014, frère jumeau de Bernardette Lagane (épouse de J-P Lagane), les visites de la partie la plus ancienne de cet édifice sont terminées. 
Des chambres d'hôtes ont été créés en 1998. L'activité s'est arrêtée quelques mois avant le décès de Bernardette Lagane en avril 2014 (épouse de Jean-Pierre et sœur de Philippe).
Le salon de thé est resté ouvert au public jusqu'en 2019 quelque temps avant le décès de J-P Lagane en mars 2020, où il animait des soirées littéraires et culturelles "café philo" organisées par la "Société des Amis de Salers", association qu'il a créée en 1970.
Ce lieu n'est plus ouvert au public.